# Wassili Nikolajewitsch Iwanow
Wassili Nikolajewitsch Iwanow (russisch Василий Николаевич Иванов; * 8. November 1972 in Samara) ist ein ehemaliger russischer Schwimmer. Er gewann bei Olympischen Spielen eine Silbermedaille. Bei Weltmeisterschaften erkämpfte er einmal Silber auf der 50-Meter-Bahn. Bei Europameisterschaften erschwamm er viermal Gold auf der 25-Meter-Bahn.

## Sportliche Karriere
Bei den sowjetischen Meisterschaften im Juni 1991 stellte Wassili Iwanow in 1:01,45 Minuten den Weltrekord des Ungarn Norbert Rózsa über 100 Meter Brust ein. Dies blieb Iwanows einziger Landesmeistertitel. Im Dezember 1991 bei den Sprinteuropameisterschaften in Gelsenkirchen siegte Iwanow über 50 Meter Brust mit 0,04 Sekunden Vorsprung vor dem Niederländer Ron Dekker. Die sowjetische 4-mal-50-Meter-Lagenstaffel mit Wladimir Selkow, Wassili Iwanow, Wladislaw Kulikow und Alexander Popow gewann 0,18 Sekunden vor dem deutschen Team.
Der Auftritt bei den Sprinteuropameisterschaften war der letzte für die sowjetische Mannschaft. 1992 trat das Vereinte Team für die Gemeinschaft Unabhängiger Staaten an, die drei baltischen Staaten starteten mit eigenen Mannschaften. Bei den Olympischen Spielen 1992 in Barcelona wurde Iwanow Fünfter über 100 Meter Brust. Die Lagenstaffel mit Wladimir Selkow, Dmitri Wolkow, Wladislaw Kulikow und Wladimir Pyschnenko schwamm die zweitbeste Vorlaufzeit. Im Endlauf waren Selkow, Wassili Iwanow, Pawlo Chnykin und Alexander Popow fast vier Sekunden schneller als die Vorlaufstaffel und erreichten das Ziel anderthalb Sekunden nach dem US-Quartett, aber eine Sekunde vor den drittplatzierten Kanadiern. Alle sieben beteiligten Schwimmer aus dem Vereinten Team erhielten eine Silbermedaille.
Ab Ende 1992 startete Iwanow als Mitglied der russischen Mannschaft. Bei den Sprinteuropameisterschaften in Espoo siegte er über 50 Meter Brust mit 0,42 Sekunden Vorsprung vor Ron Dekker. 1993 in Gateshead gewann er zum dritten Mal vor Dekker, diesmal mit 0,07 Sekunden Vorsprung. Einen Monat später bei den Kurzbahnweltmeisterschaften in Palma de Mallorca wurde Iwanow Achter über 100 Meter Brust. Iwanow war auch Mitglied der russischen 4-mal-100-Meter-Lagenstaffel, die über eine Sekunde nach den drittplatzierten Briten den vierten Platz belegte. 1994 bei den Weltmeisterschaften in Rom schwamm Iwanow sowohl über 100 Meter Brust als auch über 200 Meter Brust auf den siebten Platz. Die russische Lagenstaffel mit Selkow, Iwanow, Denis Pankratow und Popow erkämpfte die Silbermedaille mit einer halben Sekunde Rückstand auf das Quartett aus den Vereinigten Staaten.
Iwanow arbeitete später in der Immobilienbranche. Er organisierte außerdem in Samara einen jährlichen Schwimmwettkampf für Jugendliche.